# Parteš
Parteš of Partesh (Albanees: Parteshi; Servisch: Партеш) is een gemeente in het Kosovaarse district Gjilan. De gemeente wordt in grote meerderheid bewoond door etnische Serviërs.

## Demografie
De gemeente Parteš wordt grotendeels bewoond door etnische Serviërs. De ECMI berekende op basis van schattingen van 2010 en 2013 dat de gemeente Parteš werd bewoond door 5300 Serviërs, oftewel 99,96% van de bevolking.
Volgens de volkstelling van 2011, die onbetrouwbaar is vanwege de boycot door Serviërs en andere minderheden, telde de stad Parteš 478 inwoners, die allemaal Serviërs waren (100%); de gemeente Parteš telde 1.787 inwoners, van wie 1.785 Serviërs (99,9%). De gemeente Parteš omvat de stad en twee dorpen. Het is een van de Servische enclaves in Kosovo (gelegen buiten het door Serviërs bewoonde noorden van Kosovo), naast vijf andere gemeenten: Gračanica, Štrpce, Novo Brdo, Ranilug en Klokot.
| Plaats        | 1948  | 1953  | 1961  | 1971  | 1981  | 1991  | 2011  |
| ------------- | ----- | ----- | ----- | ----- | ----- | ----- | ----- |
| Donja Budriga | 617   | 689   | 801   | 983   | 1.018 | 1.178 | 335   |
| Parteš        | 775   | 878   | 1.009 | 1.203 | 1.274 | 1.513 | 478   |
| Pasjane       | 1.325 | 1.448 | 1.508 | 1.845 | 1.974 | 2.030 | 974   |
| Totaal        | 2.717 | 3.015 | 3.318 | 4.031 | 4.266 | 4.721 | 1.787 |

Deçan · Dragash · Gjakovë · Ferizaj · Fushë Kosovë · Gllogovc · Gjilan · Gračanica (Graçanicë) · Hani i Elezit · Istog · Junik · Kaçanik · Kamenicë · Klinë · Klokot (Kllokot) · Leposavić (Albanik) · Lipjan · Malishevë · Mamuşa (Mamushë) · Mitrovicë · Novobërdë · Obiliq · Parteš (Partesh) · Pejë · Podujevë · Pristina (Prishtinë, Priština) · Prizren · Rahovec · Ranilug (Ranillug) · Skënderaj · Štrpce (Shtërpcë) · Shtime · Suharekë · Viti · Vushtrri · Zubin Potok (Zubin Potok) · Zvečan (Zveçan)